# Michał Landau (adwokat)
Michał Landau (ur. ok. 1855, zm. 1916 w Krakowie) – doktor praw, adwokat, samorządowiec, tłumacz.

## Życiorys
Pochodził z Tarnopola. Wywodził się z rodziny żydowskiej. Uzyskał stopień doktora praw. W rodzinnym mieście pracował jako adwokat zyskując uznanie. Był m.in. obrońcą w procesie młodzieży polskiej oskarżonej o udział w tajnym związku patriotycznym. W samorządzie miasta był I asesorem. Na skutek ataków ze strony ludności żydowskiej za swoje zaangażowanie dla sprawy polskiej przeprowadził się na Podhale. Obowiązki adwokata wykonywał w Nowym Targu i Zakopanem. Był także publicystą oraz tłumaczem. Przełożył na język niemiecki Kazimierza Przerwy-Tetmajera, Kornela Ujejskiego, Leopolda Staffa, Leona Łuskiny, Zielińskiego i innych. Zmarł w 1916 w Krakowie w wieku 61 lat.